# Никитин, Леонид Николаевич
Леонид Николаевич Никитин — советский хозяйственный деятель, Герой Социалистического Труда.

## Биография
Родился в 1920 году в Вятке. Член КПСС.
Окончил Кировскую железнодорожную школу ФЗО.
В 1937—1940 — помощник машиниста паровозного депо Киров.
Участник Великой Отечественной войны: стрелок 359-го стрелкового полка, минер-подрывник, начальник минерного подразделения партизанских групп А. П. Бринского и Г. М. Линькова, командир водолазно-понтонного взвода железнодорожного батальона.
В 1946—1975 — старший машинист паровоза / электровоза паровозного /локомотивного депо Лянгасово Горьковской железной дороги
Указом Президиума Верховного Совета СССР от 1 августа 1959 года присвоено звание Героя Социалистического Труда с вручением ордена Ленина и золотой медали «Серп и Молот».
Делегат XXII съезда КПСС.
Умер в 2004 году в Кирове.

## Награды и звания
- Герой Социалистического Труда (01.08.1959)
- Орден Ленина (01.08.1959)
- Орден Отечественной войны I степени (20.01.1943)
- Орден Отечественной войны II степени (06.04.1985)